# Isaak Babel
Isaak Babel (ryska: Исаак Бабель) född 13 juli 1894 i Odessa, Guvernementet Cherson, Kejsardömet Ryssland, död 27 januari 1940 i fångläger, var en sovjetisk journalist, dramatiker och novellförfattare 
Babel har av en del hyllats som "den ryska judenhetens största prosaförfattare." Isaak Babel deltog i inbördeskriget på Röda arméns sida. Han fängslades på 1930-talet och blev efter sin död rehabiliterad på 1950-talet. Verk av honom brändes under bokbålen runt om i Nazityskland 1933.

## Tidiga år
Babel föddes i en judisk familj i Odessa under en period av social omvälvning och judisk massemigration från Ryssland. Han överlevde pogromen 1905 med hjälp av kristna grannar som gömde familjen, men hans gammelfarbror Shoyl var en av de cirka 300 judar som mördades.
För att komma in på den förberedande klassen vid Nikolaj I Odessa Handelsskola måste Babel komma över kvoten för judiska studenter (10 % inom gränsområdet där judar främst var bosatta, 5 % utanför och 3 % för båda huvudstäderna), men trots att han hade tillräckliga betyg gavs platsen till en annan pojke, vars far mutade skolmyndigheterna. Han fick undervisning hemma ett år och avverkade två årskurser på den tiden. Förutom vanliga skolämnen läste han Talmud och musik. Inspirerad av sin lärare i franska och fransk litteratur satte han stort värde på Gustave Flaubert och Guy de Maupassant och sina första egna historier skrev han på franska.
Efter ett misslyckat försök att komma in på universitetet i Odessa (återigen på grund av kvoter) började Babel vid Kievs finans- och handelsinstitut. Där mötte han sin blivande fru, Yevgenia Gronfein.

## Tidig karriär
Babel tog examen 1915 och flyttade till Petrograd (idag Sankt Petersburg), trots lagar som begränsade judars bosättning till gränsområdet. I huvudstaden mötte han den ryska författaren Maksim Gorkij som publicerade några av hans berättelser i sitt litterära magasin Letopis' ("Летопись", "Krönika"). Gorkij gav den unge författaren rådet att skaffa mer livserfarenhet och denne skrev i sin självbiografi: "...Jag har allt att tacka för detta möte och uttalar alltjämt Alexej Maximovitjs  (Gorkijs) namn med kärlek och beundran." En av hans mest kända självbiografiska noveller, "Historien om mitt duvslag" ("История моей голубятни"), dedicerades till Gorkij.
Historien "Badrumsfönstret" ansågs obscen av censorerna och Babel anklagades för brott mot strafflagen artikel 1001.
De följande sju åren kämpade Babel på kommunistsidan i ryska inbördeskriget, arbetade i Tjekan som översättare för kontraspionaget i Odessa, i matrekvisitionen, i Narkompros (Undervisningskommissariatet), i ett typografiskt tryckeri och som nyhetsreporter i Sankt Petersburg och Tbilisi. Han gifte sig med Yevgenia Gronfein 9 August 1919 i Odessa.
Under det ryska inbördeskriget placerades han 1920 i första kavalleriarmén och upplevde det polsk-sovjetiska kriget 1920. Han dokumenterade de ohyggligheter han bevittnade i Dagbok 1920 (Konarmejskij Dnevnik 1920 goda) som han senare använde för att skriva Budjonnyjs röda ryttararmé (Конармия), en samling noveller såsom "Korsandet av floden Zbrutj" och "Min första gås". Våldet hos första kavalleriet verkade stå i kontrast till Babels egen milda natur.
Babel skrev: "Först 1923 har jag lärt mig att uttrycka mina tankar på ett klart och inte alltför långrandigt sätt. Därefter återupptog jag skrivandet." Flera historier som senare inkluderades i Budjonnyjs röda ryttararmé publicerades i Vladimir Majakovskijs tidskrift LEF ("ЛЕФ") 1924. Babels uppriktiga beskrivning av krigets brutala verklighet, i kontrast till revolutionsromantiken, förskaffade honom några mäktiga fiender, bland annat chefen för första kavalleriarmén Budjonnyj, vilken uppfattade de uppriktiga berättelserna som förtal,  men Gorkijs ingripande bidrog till att rädda boken, och den översattes snart till många språk.
Tillbaka i Odessa började Babel skriva Berättelser från Odessa, en serie noveller som utspelade sig i gettot Moldavanka i Odessa, där han var född. Han beskrev judiska gangstrars liv före och efter Oktoberrevolutionen 1917. Vid samma tid mötte Babel Ilya Ehrenburg och närde en tidig vänskap med honom. Han fortsatte att skriva noveller och vinna berömmelse under 20-talet. Hans hustru emigrerade 1925 till Paris, där dottern Nathalie föddes.

## Konflikter med myndigheterna
Babel reste 1930 i Ukraina och bevittnade kollektiviseringens brutalitet samt hungersnöden 1932–33. När Stalin drog åt sitt grepp om sovjetisk kultur på 1930-talet, och i synnerhet med den socialistiska realismens uppgång, drog sig Babel allt mer tillbaka från det offentliga livet. Under den stalinistiska kampanjen mot formalism inom konsten kritiserades Babel för påstådd "esteticism" och låg produktivitet. Vid Sovjetiska författarförbundets första kongress (1934), noterade Babel ironiskt att han höll på att bli "mästare i en ny litterär genre, tystnadens genre."
Efter flera ansökningar beviljades han tillstånd att hälsa på sin familj i Frankrike, och 1935 höll han ett tal för den antifascistiska Internationella författarkongressen i Paris. Sedan han återvänt samarbetade han med Sergej Ejzensjtejn om filmen Bezhins äng och arbetade med manus till andra sovjetiska filmer.

## Arrestering och död

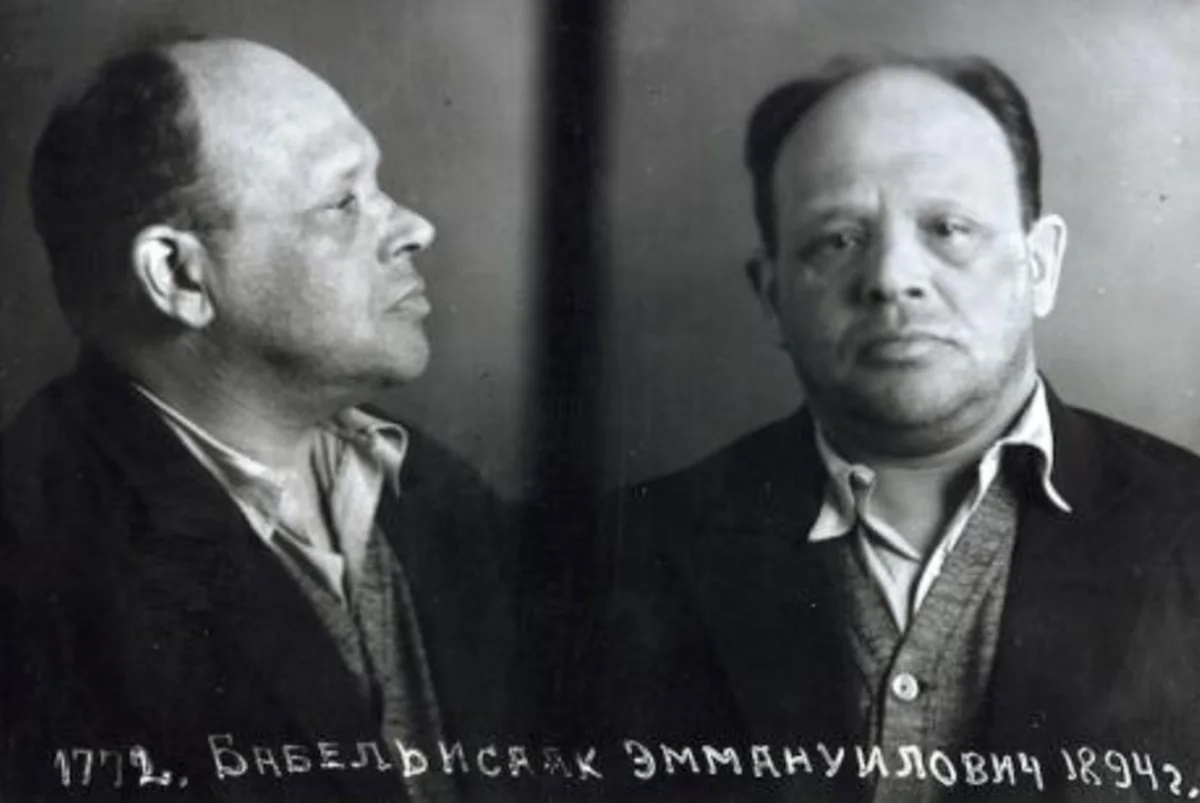
NKVD:s foto av Babel taget efter hans arrestering

Efter Gorkijs död 1936 konstaterade Babel: "Nu kommer de att komma efter mig". Han uppges också ha "inlett en affär med den vackra och äventyrliga hustrun till Stalins mordlystna NKVD-chef, Yezhov/Jezjov ”och när Yezhov avpolletterades "gick det likadant med henne och alla hennes älskare - inklusive Babel". Han yttrade: ”I våra dagar talar en man öppet bara med sin hustru - på natten, med täcket över bådas huvuden”. 
I maj 1939 arresterades han vid sin datja i Peredelkino och förhördes slutligen under tortyr i Lubjanka. Efter en framtvingad bekännelse ställdes Babel inför rätta inför en NKVD-trojka och dömdes för att ha spionerat samtidigt för fransmännen, österrikarna och Leo Trotskij, liksom "medlemskap i en terroristorganisation." Medan Babel bekände under tortyr uppges att "när han insåg att han gick sin undergång till mötes, återtog han sin bekännelse" men "det hade ingen betydelse." I januari 1940 sköts han i Butyrkafängelset. Hans andra hustru, Antonina Pirozjkova (Антонина Пирожкова), fick inte veta något om hans öde på 15 år. Hon utvandrade senare till USA. 
Enligt den tidiga officiella sovjetiska versionen dog Isaac Babel i ett fångläger i Sibirien den 17 mars 1941.
Hans arkiv och manuskript konfiskerades och förstördes av NKVD. Vid arresteringen beslagtogs 15 pärmar med manuskript i hans lägenhet i Moskva och 9 pärmar i hans datja i Peredelkino. Bland dem fanns en nästan färdigskriven roman, en teaterpjäs, en bok om Gorkij och mängder av noveller. Efter 1940 var all utgivning av hans litteratur förbjuden.

## Rehabilitering och arv
Den 23 december 1954, under Chrustjovs töväder, kungjordes att Isaac Babel hade rentvåtts från alla anklagelser "på grund av avsaknad av grunder". Hans verk publicerades dock aldrig i ocensurerad form förrän efter Sovjets kollaps.
Hans dotter, Nathalie Babel Brown, kom att bli en av världens främsta kännare av sin faders liv och verk. När hans samlade verk utgavs 2002 redigerade hon volymen och försåg den med ett förord.
Babels drama "Maria", ett porträtt av de lumpna sidorna hos det sovjetiska samhället, ledde till att Gorkij klandrade Babel för att ha en "Baudelairesk förkärlek för ruttet kött". Gorkij varnade vidare sin vän att "politiska slutsatser" skulle dras "som kommer att vara personligt skadliga för dig". Fast man planerade att framföra det vid Moskvas Vakhtangovteater inställde NKVD uppförandet av dramat under generalrepetitionen 1935. Även om det var mycket populärt på västeuropeiska högskolor under 1960-talet, uppfördes det inte i Babels hemland förrän 1994. "Marias" amerikanska premiär ägde rum vid Stanford 2004.

## Utmärkelser
Asteroiden 5808 Babelʹ är uppkallad efter honom.